# Kohlsia felteni
Kohlsia felteni är en loppart som beskrevs av Smit 1958. Kohlsia felteni ingår i släktet Kohlsia och familjen fågelloppor. Inga underarter finns listade i Catalogue of Life.